# Ferrocarril en Sudáfrica

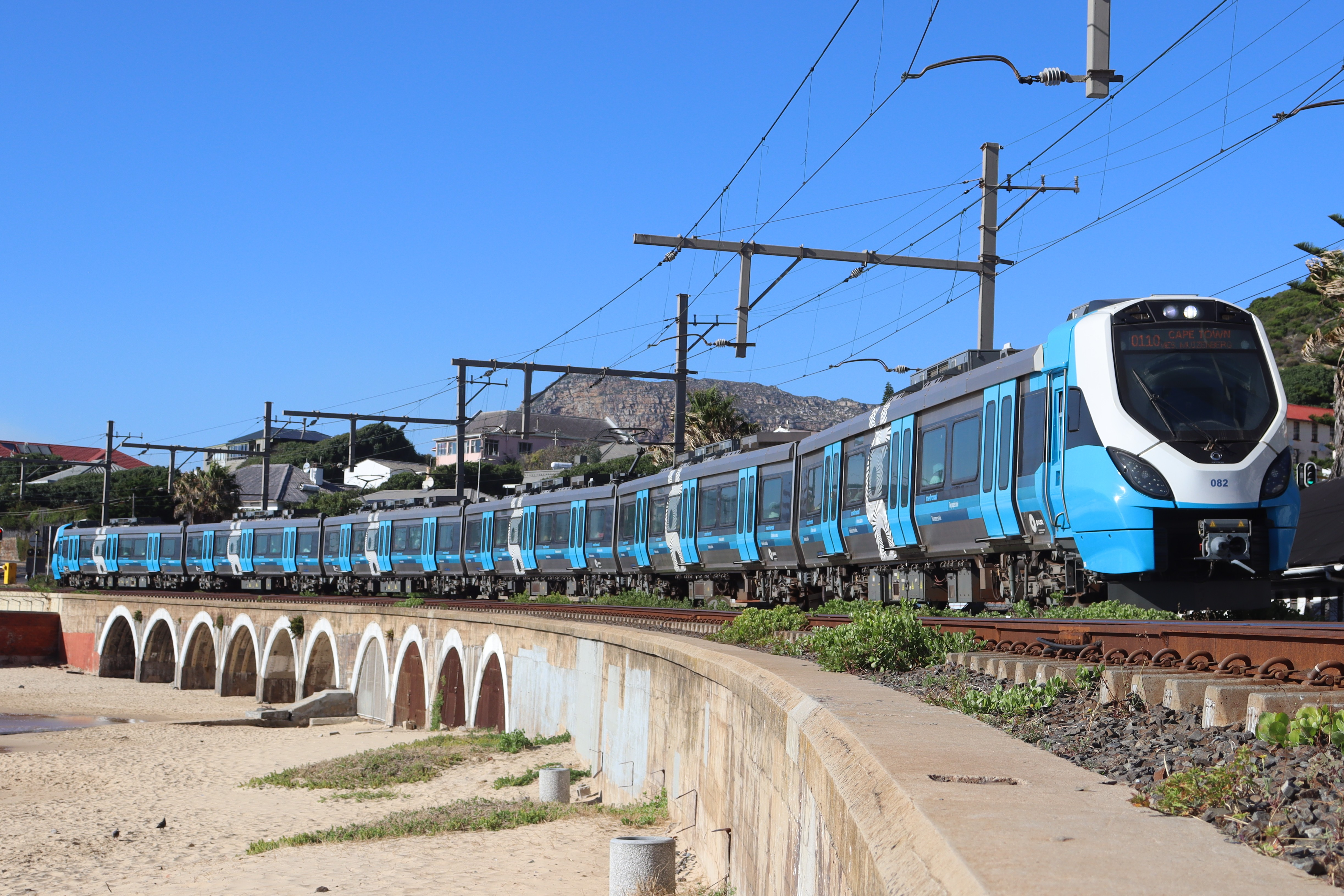
Un tren Metrorail corriente de Kalk Bay en Ciudad del Cabo.

El transporte ferroviario en Sudáfrica es un elemento importante de la infraestructura de transporte del país. Todas las ciudades importantes están conectadas por ferrocarril, y el sistema ferroviario sudafricano es el más desarrollado de África. La industria ferroviaria sudafricana es de propiedad pública.

## Historia

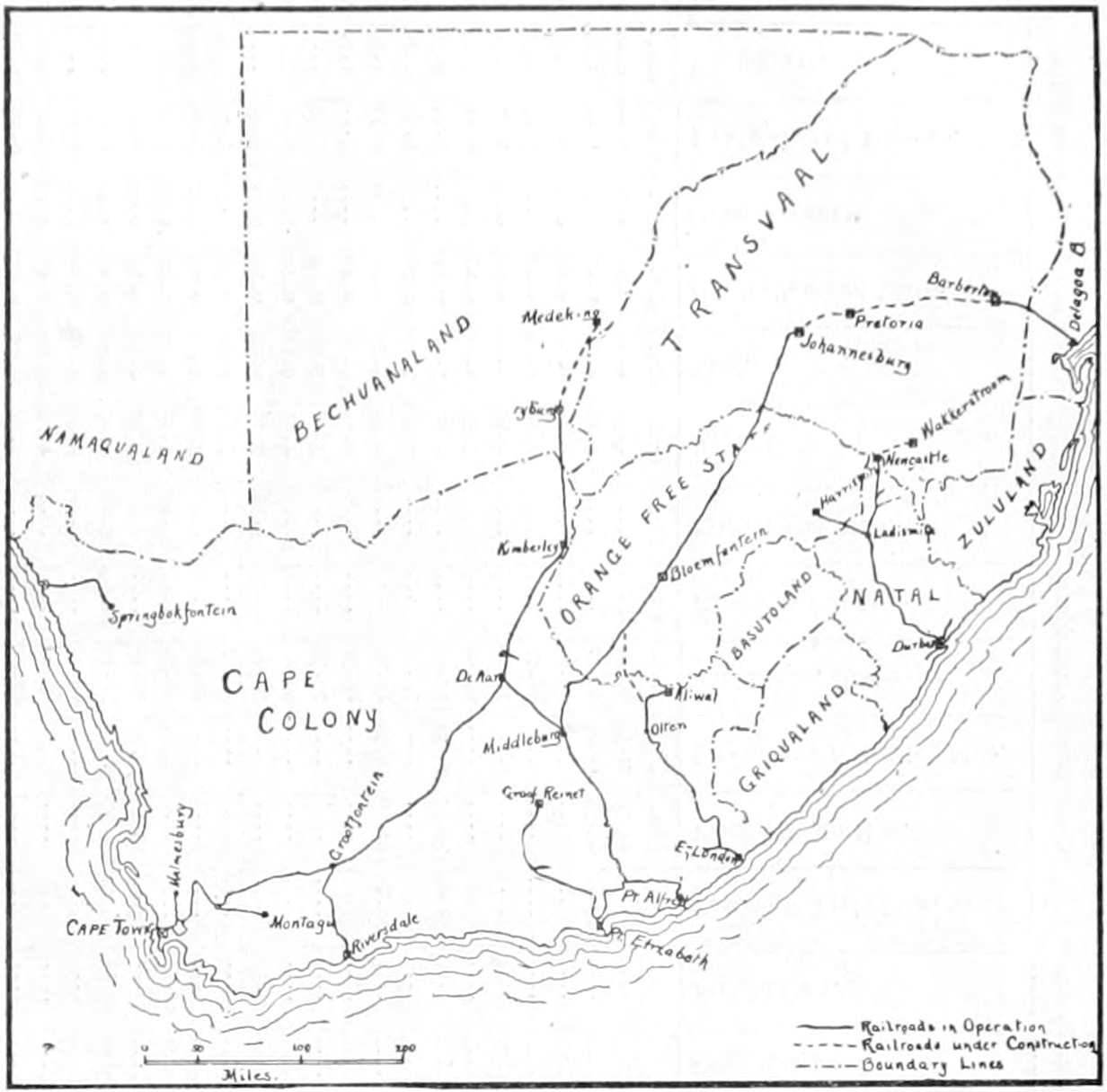
Red ferroviaria de Sudáfrica en 1892.

El primer ferrocarril fue de Ciudad del Cabo a Wellington y funcionó con una pequeña locomotora en 1859. El primer servicio de transporte de pasajeros fue una pequeña línea de unos 3,2 kilómetros construida por la Natal Railway Company, que unía la ciudad de Durban con Harbour Point, inaugurada el 26 de junio de 1860. Ciudad del Cabo ya había iniciado la construcción de una línea de 72 kilómetros, con un ancho de vía de 1.435 mm, que unía Ciudad del Cabo con Wellington en 1859, pero se vio obstaculizada por los retrasos y sólo pudo iniciar el servicio de pasajeros en el primer tramo de la línea hasta el río Eerste el 13 de febrero de 1862. Sin embargo, la construcción de ferrocarriles en el Cabo comenzó una expansión masiva, tras la formación en 1872 de los Ferrocarriles del Gobierno del Cabo.
En el norte, en la República Sudafricana independiente, la construcción del ferrocarril corrió a cargo de la Netherlands-South African Railway Company (NZASM), que construyó dos grandes líneas: una de Pretoria a Lourenço Marques, en la colonia portuguesa de África Oriental, y otra más corta que conectaba Pretoria con Johannesburgo. En 1898 se estableció un "enlace" nacional, creando una red de transporte nacional. Esta red nacional se completó en gran medida en 1910. Aunque las líneas ferroviarias también se extendieron fuera de Sudáfrica, hasta el norte de Rodesia del Norte (actual Zambia), la visión de Cecil John Rhodes, de tener un sistema ferroviario que fuera desde el "Cabo hasta El Cairo", nunca se materializaría.

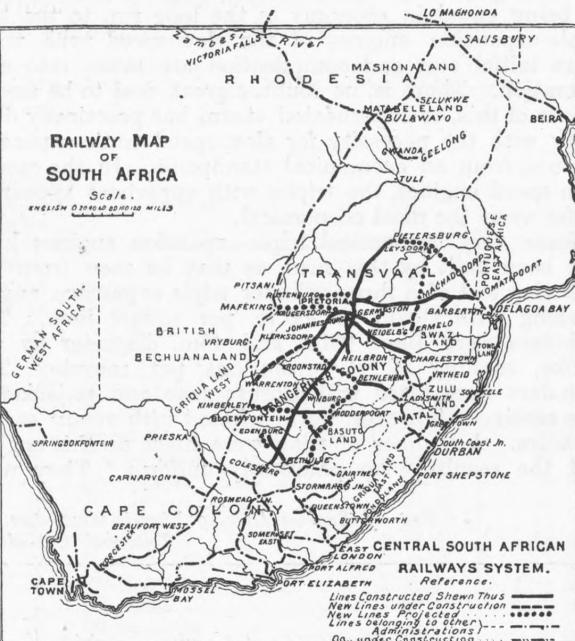
Red ferroviaria de Sudáfrica en 1906.

Tras la fusión de cuatro provincias para establecer el moderno estado de Sudáfrica en 1910, también se fusionaron las líneas ferroviarias de todo el país. South African Railways and Harbours (SAR & H) era la agencia gubernamental responsable, entre otras cosas, del sistema ferroviario del país.
La electrificación de los ferrocarriles comenzó en la década de 1920 con la construcción de la central eléctrica de Colenso para la ruta de Glencoe a Pietermaritzburg y la introducción de la clase 1E sudafricana.
En la década de 1980 se reorganizó la industria del transporte. En lugar de ser una agencia gubernamental directa, se modeló según las líneas de negocio en una corporación de propiedad gubernamental llamada Transnet. Transnet Freight Rail (hasta hace poco conocida como Spoornet) es la división de Transnet que gestiona el sistema ferroviario. Aunque no hay planes para acabar con la propiedad gubernamental de la red ferroviaria nacional, recientemente se han privatizado algunas pequeñas partes del sistema ferroviario.

## Red

Red ferroviaria de Sudáfrica.

Dos empresas públicas diferentes explotan los servicios de mercancías y de viajeros: Transnet Freight Rail y PRASA, respectivamente. Transnet Freight Rail es la mayor división de Transnet, una empresa estatal (SOC), propiedad al cien por cien del Gobierno de la República de Sudáfrica, y es el custodio de los ferrocarriles, los puertos y las tuberías.
La red de cercanías se divide en rutas urbanas y de larga distancia. Metrorail, el servicio de transporte urbano de cercanías presente en Gauteng, Cabo Occidental, KwaZulu-Natal y Cabo Oriental, se encarga de transportar hasta 2 millones de pasajeros diarios. Shosholoza Meyl solía operar rutas de larga distancia que cubrían los principales metros del país: Johannesburgo, Ciudad del Cabo, Durban, Port Elizabeth y East London. Sin embargo, tras una colisión de trenes en la que murió una persona en Horizon View, al oeste de Johannesburgo, el 12 de febrero de 2020, el regulador de la seguridad ferroviaria suspendió indefinidamente todas las operaciones de los trenes Shosholoza Meyl. El Tren Azul es una lujosa línea ferroviaria de pasajeros y una popular atracción turística de Sudáfrica, que va de Ciudad del Cabo a Pretoria. Fue el ganador del tren más lujoso de África por décimo año consecutivo en 2019, y el tres veces ganador del tren más lujoso del mundo en los World Travel Awards. Sin embargo, el Tren Azul es operado por Transnet Freight Rail.
Con la creciente cobertura que ofrece el sistema de carreteras del país, los viajes de larga distancia de los pasajeros han disminuido en Sudáfrica. Aunque muchos viajeros siguen utilizando el ferrocarril para sus desplazamientos diarios, a nivel nacional sólo se utiliza la mitad de los 36.000 kilómetros de vías del país, y alrededor del 35% de las vías del país no tienen actividad o ésta es muy baja. Por ello, Transnet se está centrando en el transporte de mercancías, más que en el de pasajeros, para mantener la rentabilidad de su sistema ferroviario.
Un enlace de raíl de velocidad alta ha sido propuesto, entre Johannesburgo y Durban.

## Mapas
- Mapa de la red de transportes de Sudáfrica - ONU
- Atlas de Sudáfrica - ACNUR

## Especificaciones
Casi todos los ferrocarriles sudafricanos utilizan el ancho de vía del Cabo, de 1.067 mm. Se eligió en el siglo XIX para reducir el coste de la construcción de vías a través de las montañas que hay en varias partes del país. El ferrocarril del metro de Gautrain utiliza 1.435 mm (ancho de vía estándar).
A finales del siglo XIX y principios del XX se construyeron numerosos ferrocarriles de vía estrecha de 2 pies.
Los trenes sudafricanos se conectan mediante el enganche AAR, desarrollado en Estados Unidos a finales del siglo XIX. Sorprendentemente, aunque Sudáfrica lleva mucho tiempo por delante de Europa en cuanto a sistemas de acoplamiento, se ha quedado atrás con respecto a la mayor parte del mundo en su sistema de frenado; la mayoría de los trenes sudafricanos siguen utilizando frenos de vacío. Sin embargo, se ha iniciado la conversión a frenos de aire.
Entre el 50% y el 80% de las líneas ferroviarias de Sudáfrica están electrificadas. Se utilizan diferentes voltajes para los distintos tipos de trenes. La mayoría de los trenes electrificados circulan a 3.000 V de corriente continua (aérea); esta tensión se utiliza sobre todo en las líneas de cercanías y está en uso desde la década de 1920. En la década de 1980 se utilizaron voltajes más altos (25 kV CA y -mucho menos frecuentemente- 50 kV CA (ambos aéreos) para las líneas de alta resistencia (que también requieren más traviesas por kilómetro) utilizadas principalmente para el transporte de mineral de hierro.

## Material rodante
Sudáfrica utiliza una variedad de material rodante de varios fabricantes.
En 1957 se fundó Union Carriage & Wagon en Nigel para la producción local de material rodante.

## Accidentes e incidentes
- El 19 de febrero de 1896, un tren de mercancías cargado con ocho camiones de dinamita fue golpeado por un maquinista mientras descargaba. La explosión de Braamfontein fue una de las mayores explosiones artificiales no nucleares de la historia, con más de 70 muertos y más de 200 heridos.
- 2 de febrero de 2002, 24 personas murieron en la colisión del tren de Charlotte's Dale en 2002.
- 26 de octubre de 2005, colisión de trenes en Deelfontein, choque frontal entre el Tren Azul y el Trans Karoo.
- 13 de noviembre de 2006, accidente en el paso a nivel de Faure, 19 personas murieron en un paso a nivel cerca de Somerset West cuando un tren metropolitano colisionó con un camión que transportaba trabajadores agrícolas.[15]
- 21 de abril de 2010, 3 tripulantes murieron en el atropello de un tren de Rovos Rail en Pretoria.
- 25 de agosto de 2010, accidente en el paso a nivel de Blackheath, 10 niños murieron como consecuencia del choque en el paso a nivel entre un tren de cercanías Metrorail y un taxi minibús.
- 13 de julio de 2012. Accidente en el paso a nivel de Hectorspruit, al menos 25 personas murieron en un paso a nivel cerca de Hectorspruit, Mpumalanga, cuando un tren de carbón chocó con un camión que transportaba trabajadores agrícolas.
- Sábado, 18 de julio de 2015. Choque de trenes en Johannesburgo: Dos trenes de cercanías chocaron y volcaron en Johannesburgo. Resultaron heridas unas 200 personas.

## Sistemas ferroviarios en países cercanos
Los siguientes países utilizan mayoritariamente el gálibo de 1.067 mm y están en su mayoría conectados entre sí. Los países que no figuran en la lista tienen otros anchos de vía.
- Angola
- Botsuana
- República del Congo - aislada
- República Democrática del Congo - medio aislada
- Lesoto
- Malaui
- Mozambique (ferrocarril Pretoria-Maputo) - en reparación
- Namibia
- Suazilandia
- Tanzania - mismo ancho de vía hasta Dar es Salaam - transbordo a 1.000 mm en Kidatu
- Zambia
- Zimbabue

## Más lecturas
- The General Manager, South African Railways Public Relations Department (1947). The South African Railways: History, Scope and Organisation. Johannesburgo.
- Bullock, Richard (2009). AICD Background Paper 17 – Off Track: Sub-Saharan African Railways (en inglés). Washington, DC: The International Bank for Reconstruction and Development / The World Bank.
- Van Onselen, Charles (2019). The night trains : moving Mozambican miners to and from South Africa, circa 1902-1955. ISBN 1-86842-994-6. OCLC 1114353543.